# Jorge Dager (pintor)
Jorge Alejandro Dager Rodríguez (Caracas, Venezuela, 22 de diciembre de 1967) es un pintor venezolano hiperrealista. Se desarrolla en el mundo de las artes plásticas, bajo la orientación del pintor José Mohamed, de formación académica y religiosa (1991-1998) de quién aprendería la técnica y el oficio de la pintura y la admiración a los grandes maestros de la plástica mundial, que serían parte fundamental de sus trabajos posteriores. Continúa sus estudios de pintura y lo complementa con la orfebrería, la escultura y el esmalte sobre metal.
Comienzan sus exposiciones tanto individuales y colectivas,  siendo el año 2002 importante para su carrera cuando su obra es analizada y valorada por un grupo de Críticos de Arte de la Unión Europea, y como resultado le otorgan el Premio Internacional de Bellas Artes Salvador Dalí en Praga, República Checa, convirtiéndolo en el único venezolano con este galardón hasta la fecha. Posteriormente para el año 2012, forma parte del Proyecto de International Solidarity for Human Rights, con el artículo primero de la declaración Universal de los Derechos Humanos, siendo junto al maestro Cruz Diez , los dos venezolanos presentes en dicha propuesta.

## Obra

### Primera Etapa: Naturaleza Muerta
En sus inicios, nos conduce a una de las tradiciones artísticas más importantes: la naturaleza muerta.  Su pintura está empapada de realismo, de una refundación del concepto del tema con un
reenfoque del objeto pictórico.  Su trabajo plasma la quietud de sus frutas, la inmovilidad de los objetos que aparecen una y otra vez en sus pinturas y nuestra condición de latinoamericanos en el siglo XXI.  Lo caracteriza el enfoque forzado en close-up donde en la composición aparecen los contenedores como guacales, envoltorios plásticos, frascos de vidrio, cordeles… que asen los objetos con anhelo de permanencia.

### Segunda Etapa: Equinos
El artista pinta vívidas imágenes de caballos que son parte de su propia cultura. Se pasea por los grandes formatos al Óleo sobre tela y muestra no solo al Caballo en sí, sino a la faena del campo. No encontraremos lecturas de caballos arquetipales o caballos simbólicos en las Obras de Jorge Dáger. No veremos los Pegasus de Anibal Carraci ni de Melville, entre otros grandes maestros de la pintura. El artista representa en esta etapa el mundo de vivencias personales que lo atan de una manera más activa con la Naturaleza.

### Tercera Etapa: Transparencias
Nos presenta de manera definitiva al vidrio como protagonista. Sigue el close up como parte fundamental de su propuesta y los grandes formatos al Óleo sobre Tela. Las luces y sus reflejos viene a ser parte de esta nueva propuesta.

### Cuarta Etapa: Tauromaquia
El artista, al igual que el pintor Francisco de Goya, Pablo Picasso y Luis Calderón Jácome en su época, plasma en sus más recientes Obras, el mundo taurino, donde el toro, el torero y la plaza, vienen a cobrar vida a través del color, la luz y la perspectiva que el artista aporta.
Jorge Dager busca en este más reciente trabajo, impresionar al espectador en una realidad que traspasa el lienzo.

## Premios y reconocimientos
- 2002 Premio Internacional de Bellas Artes Salvador Dalí, Alliance Salvador Dalí Internacional, Praga-Madrid- Praga República Checa. Mayo del 2002.
- 2006 Premio Participación MoLAA, Museum of Latin American Arts´s, Long Beach, California, EEUU.
- 2012 Es partícipe de la “ Ruta de los Derechos Humanos” con su Obra Libertad. International Solidarity for Human Rights. Miami Dade College, Miami.
- 2016 Medalla Conmemorativa del “Bicentenario de la muerte del Generalísimo Sebastián Francisco de Miranda y Rodríguez” en su única clase.  Caracas, Venezuela.